# Robert H. Jackson

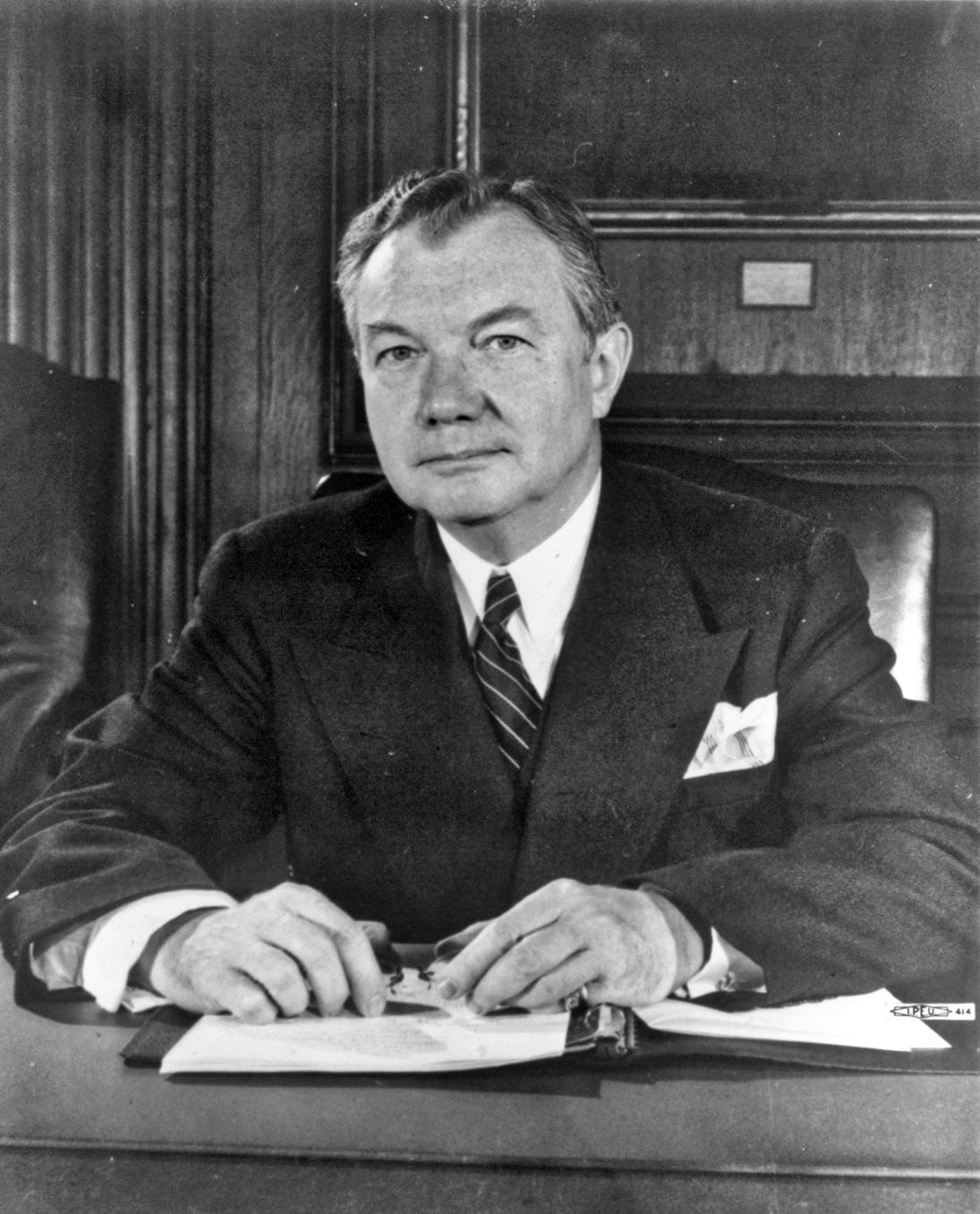
Robert H. Jackson

Robert Houghwout Jackson (Spring Creek, Pensilvânia, 13 de fevereiro de 1892 - Washington, D.C., 9 de outubro de 1954) foi um advogado, político e juiz norte-americano que atuou como juiz associado da Suprema Corte dos Estados Unidos. 

## Carreira
Ele já havia servido como procurador-geral dos Estados Unidos e Advogado-geral dos Estados Unidos é a única pessoa que ocupou todos os três cargos. Jackson também foi notável por seu trabalho como procurador-chefe dos Estados Unidos nos julgamentos de Nuremberg de criminosos de guerra nazistas após a Segunda Guerra Mundial.
Jackson foi admitido na Ordem através de uma combinação de leitura de direito com um advogado estabelecido e frequentar a faculdade de direito. Ele é o mais recente juiz a ser nomeado para a Suprema Corte dos EUA, apesar de não ter se formado em direito. Jackson é bem conhecido por seu conselho de que "qualquer advogado que se preze dirá ao suspeito, em termos inequívocos, para não fazer declarações à polícia sob nenhuma circunstância", e por seu aforismo descrevendo a Suprema Corte, "Não somos finais porque somos infalíveis, mas somos infalíveis apenas porque somos finais". Jackson desenvolveu uma reputação como um dos melhores escritores da Suprema Corte e um dos mais comprometidos com a aplicação do devido processo legal como proteção contra agências federais exageradas.

## Publicações
- Jackson, Robert H. The Case Against the Nazi War Criminals. New York, NY: Alfred A. Knopf, 1946.
- Jackson, Robert H. FBI Law Enforcement Bulletin [Volume 9, No. 3, March, 1940]. Federal Bureau of Investigation, 1940.
- Jackson, Robert H. General Welfare and Industrial Prosperity: Address prepared by Robert H. Jackson, Solicitor General of the United States, for Delivery at the Convention in Rockford, Illinois, on September 14th, 1938. The Department of Justice, 1938.
- Jackson, Robert. The Meaning of Liberalism: An Address by Robert H. Jackson to the Liberal Voters' League of Montgomery Co., MD, Rockville, MD, November 22nd, 1938. 1938.
- Jackson, Robert H. The Nurnberg Case, as Presented by Robert H. Jackson. New York, NY: Alfred A. Knopf, 1947.
- Jackson, Robert H. The Reminiscences of Robert H. Jackson. Washington, D.C.: Supreme Court of United States, 1955.
- Jackson, Robert H. Struggle for Judicial Supremacy. New York, NY: Alfred A. Knopf, 1941.
- Jackson, Robert H. The Supreme Court in the American System of Government. Cambridge, MA: Harvard University Press, 1955.
- Jackson, Robert H. Statement by Robert H. Jackson to the Judiciary Committee of the Senate. The Department of Justice, 1937.
- Jackson, Robert H. That Man: An Insider's Portrait of Franklin D. Roosevelt. John Q. Barrett, ed.. New York, NY: Oxford University Press, 2003. ISBN 0195168267.
- Jackson, Robert H. Trial of German War Criminals: Opening Address by Robert H. Jackson. Literacy Licensing, LLC, 2003. ISBN 1258767759.